# Blöndulón
Blöndulón är en sjö på Island. Dess yta är 57 km2.